# پیت دومنیچی
پیترو ویچی دومنیچی (به انگلیسی: Pietro Vichi Domenici) (زاده ۷ می ۱۹۳۲ - ۱۳ سپتامبر ۲۰۱۷) سناتور سابق عضو حزب جمهوری‌خواه ایالات متحده آمریکا بود. وی در سال ۱۹۷۳ تا ۲۰۰۹ میلادی سناتور ایالت نیومکزیکو در سنای ایالات متحده آمریکا بود.